# Assens (Danemark)
Pour les articles homonymes, voir Assens.
Assens  ou Ascens est une ville du Danemark comptant 6 155 habitants en 2019. Elle est située dans le sud-ouest de l'île de Fionie.
Administrativement, elle relève de la région du Danemark du Sud. Depuis la réforme communale de 2007, elle est le chef-lieu de la commune homonyme d'Assens, issue de la fusion de six anciennes communes, et comptant 41 212 habitants en 2019.

## Histoire
La ville de Assens apparaît pour la première fois dans le cadastre du roi Valdemar en 1231. 

Christian III y battit ses sujets insurgés en 1535 à la bataille de Øksnebjerg durant laquelle la ville fut pillée puis rasée.
Durant le règne de Christian IV, la ville fut entourée de nouveau de remparts et de fossés mais elle fut prise d'assaut et pillée par les troupes suédoises durant la guerre dano-suédoise (1658-1660), car Assens était depuis le Moyen Âge le point de départ vers le Schleswig et la plaque tournante du trafic entre Hambourg et Copenhague.
La ville s'est réellement développée avec la construction d'un véritable port en 1820 et de la liaison ferroviaire vers Odense en 1884. Avec la construction de l'ancien pont du Petit Belt, Assens perd de son importance dans le deuxième moitié du XXe siècle en tant que lien entre la Fionie et le Jutland.

## Géographie
Le point culminant de l'île de Fionie, le Frøbjerg Bavnehøj d'une altitude de 131 mètres est situé sur la commune d'Assens. La commune s'étend également sur l'île de Bågø avec laquelle elle est reliée via un ferry, et sur l'île de Helnæs qui est reliée par la route.

## Personnalités liées à la commune
Jens Einar Meulengracht, né le 7 avril 1887 à Assens, médecin qui a décrit le syndrome de Meulengracht ou maladie de Gilbert.